# Аннинское городское поселение (Ленинградская область)

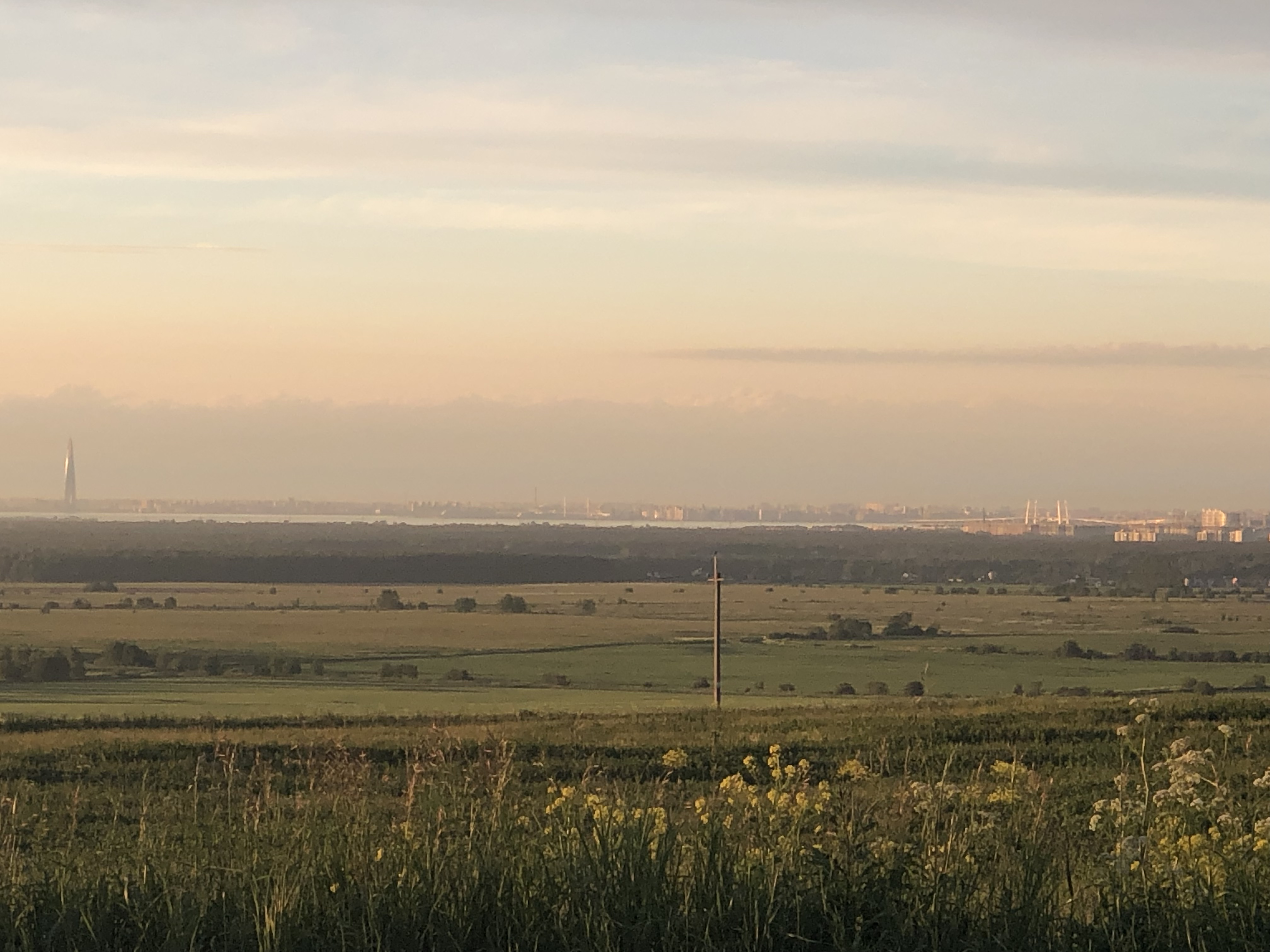
Вид из деревни Капорское

А́ннинское городско́е поселе́ние — муниципальное образование в восточной части Ломоносовского района Ленинградской области.
Административный центр — городской посёлок Новоселье (с 1 января 2017 года). Глава поселения — Геер Станислав Николаевич, глава администрации — Смирнов Денис Александрович.

## География
Поселение граничит:
- на севере — с Петродворцовым районом Санкт-Петербурга.
- на востоке — с Красносельским районом Санкт-Петербурга.
- на юге и юго-востоке — с Лаголовским сельским поселением.
- на юго-западе — Ропшинским сельским поселением
- на северо-западе — с Горбунковским сельским поселением

По территории поселения проходят автодороги:
- 41К-139 (Аннино — Разбегаево)
- 41К-140 (Стрельна — Яльгелево)

- Расстояние от административного центра поселения до районного центра — 32 км[5].

## История
1 августа 1927 года после ликвидации губерний, уездов и волостей Шунгоровский сельсовет с центром в деревне Пески Стрельнинской волости Троцкого уезда вошёл в состав Урицкого района Ленинградского округа Ленинградской области.
В ноябре 1928 года к Шунгоровскому сельсовету присоединен Ямалайзинский сельсовет.
20 августа 1930 года Шунгоровский сельсовет вместе с другими сельсоветами упразднённого Урицкого района полностью вошел в состав вновь образованного Ленинградского Пригородного района.
С 1931 по 1939 год сельсовет имел статус национального (финского).
19 августа 1936 года Ленинградский Пригородный район был ликвидирован, Шунгоровский сельсовет вошёл в состав Красносельского района.
14 декабря 1955 года после упразднения Красносельского района Шунгоровский сельсовет вошёл в состав Ломоносовского района.
По данным 1966 года центром Шунгоровского сельсовета являлась деревня Аннино.
В 1973 году сельсовет был переименован в Аннинский.
18 января 1994 года постановлением главы администрации Ленинградской области № 10 «Об изменениях административно-территориального устройства районов Ленинградской области» Аннинский сельсовет, также как и все другие сельсоветы области, преобразован в Аннинскую волость.
С 1 января 2006 года в соответствии с областным законом Ленинградской области от 24 декабря 2004 года № 117-оз «Об установлении границ и наделении соответствующим статусом муниципального образования Ломоносовский муниципальный район и муниципальных образований в его составе» было образовано Аннинское сельское поселение. В состав поселения вошла территория бывшей Аннинской волости.
С 1 января 2017 года в соответствии с областным законом Ленинградской области от 29 декабря 2016 года № 116-оз в связи с отнесением населённого пункта Новоселье к категории городских посёлков Аннинское сельское поселение преобразовано в Аннинское городское поселение с административным центром в городском посёлке Новоселье.

## Население
| 1990    | 1997    | 2002    | 2006    | 2010    | 2011  | 2012    |
| ------- | ------- | ------- | ------- | ------- | ----- | ------- |
| 6457    | ↘6186   | ↗6529   | ↗6900   | ↗7566   | ↗7720 | ↘7703   |
| 2013    | 2014    | 2015    | 2016    | 2017    | 2018  | 2019    |
| ↘7661   | ↘7636   | ↘7559   | ↗7797   | ↗8272   | ↗9366 | ↗10 379 |
| 2020    | 2021    | 2023    | 2024    | 2025    |       |         |
| ↗11 679 | ↗15 039 | ↗16 832 | ↗18 642 | ↗20 443 |       |         |

## Состав городского поселения
| №  | Населённый пункт | Тип населённого пункта                    | Население      |
| -- | ---------------- | ----------------------------------------- | -------------- |
| 1  | Алакюля          | деревня                                   | ↘24 (2017)     |
| 2  | Аннино           | посёлок                                   | ↗4033 (2021)   |
| 3  | Большие Томики   | деревня                                   | ↗114 (2017)    |
| 4  | Иннолово         | деревня                                   | ↗302 (2017)    |
| 5  | Капорское        | деревня                                   | ↘81 (2017)     |
| 6  | Кемпелево        | деревня                                   | ↘24 (2017)     |
| 7  | Куттузи          | деревня                                   | ↗85 (2017)     |
| 8  | Лесопитомник     | деревня                                   | ↘166 (2017)    |
| 9  | Новоселье        | городской посёлок, административный центр | ↗11 711 (2025) |
| 10 | Пески            | деревня                                   | ↘159 (2017)    |
| 11 | Пигелево         | деревня                                   | ↘25 (2017)     |
| 12 | Рапполово        | деревня                                   | ↘0 (2017)      |
| 13 | Рюмки            | деревня                                   | ↘50 (2017)     |
| 14 | Тиммолово        | деревня                                   | ↗34 (2017)     |

## Достопримечательности
В Аннино расположена церковь святого апостола и евангелиста Иоанна Богослова.